# Невдольское сельское поселение
Невдо́льское сельское поселение — муниципальное образование в восточной части Суземского района Брянской области. Административный центр — село Невдольск.
Образовано в результате проведения муниципальной реформы в 2005 году, путём слияния дореформенных Невдольского, Негинского и Семеновского сельсоветов.

## Население
| 2010 | 2011  | 2012  | 2013  | 2014  | 2015  | 2016 |
| ---- | ----- | ----- | ----- | ----- | ----- | ---- |
| 1110 | ↘1107 | ↘1078 | ↘1060 | ↘1022 | ↘1017 | ↘992 |
| 2017 | 2018  | 2019  | 2020  | 2021  |       |      |
| ↘949 | ↘890  | ↘860  | ↗872  | ↗1083 |       |      |

## Населённые пункты
| № | Населённый пункт     | Тип     | Население |
| - | -------------------- | ------- | --------- |
| 1 | Добрунь              | село    | ↘12       |
| 2 | Калиновский          | посёлок | ↘8        |
| 3 | Кукушкино            | село    | ↗7        |
| 4 | Невдольск            | село    | ↗324      |
| 5 | Негино               | село    | ↘412      |
| 6 | Подгородняя Слободка | деревня | ↗19       |
| 7 | Семеновск            | село    | ↘278      |